# Monsieur Cordon
Pour plus de détails, voir Fiche technique et Distribution.
Monsieur Cordon est un court-métrage français de 9 min, réalisé par Pierre Prévert en 1933.

## Synopsis
Le scénario est dû à Jean Aurenche, dont c'est la première incursion dans le domaine du cinéma. Il décrit les allées et venues nocturnes dans le couloir d'un immeuble.

## Fiche technique
- Réalisation : Pierre Prévert, assisté de Jean Aurenche
- Scénario : Jean Aurenche
- Décors : Jacques Colombier
- Photographie : Michel Kelber
- Son : Robert Teisseire
- Montage : Louis Chavance
- Société de production : G.M.C. Productions
- Société de distribution : Pathé Cinéma
- Pays d'origine :  France
- Format : Noir et blanc  - 35 mm
- Durée : 9 minutes
- Année de sortie : 1933

Sources : Bifi 

## Distribution
- André Cerf : Madame Pigeon
- Jean Dunot : Monsieur Cordon
- Dora Maar : la dame du taxi
- Jean Aurenche : un locataire
- Paul Fournier : la concierge
- Jean Lévy : un passant